# Brent Bailey
Brent Bailey (ur. 1977) – koszykarz amerykański.
Bailey dzięki swoim atletycznym warunkom fizycznym może z powodzeniem grać na pozycjach niskiego i silnego skrzydłowego. Ukończył uczelnię Stevens Point.
Bailey występował w sezonie 2002/03 w polskim klubie MKS Pruszków (średnio 18 punktów na mecz). Potem występował w Belgii, Holandii i w amerykańskiej lidze CBA. W sezonie 2005/06 grał w Polpaku Świecie, wystąpił wtedy w Meczu Gwiazd PLK i wygrał konkurs wsadów.